# 清水濱車站
清水濱車站（日语：／ Shizuhama eki */?）是位於日本宮城縣本吉郡南三陸町，屬於東日本旅客鐵道（JR東日本）氣仙沼線的BRT車站。此站是位於JR東日本仙台支社範圍內的無人車站，並由石卷車站管理。

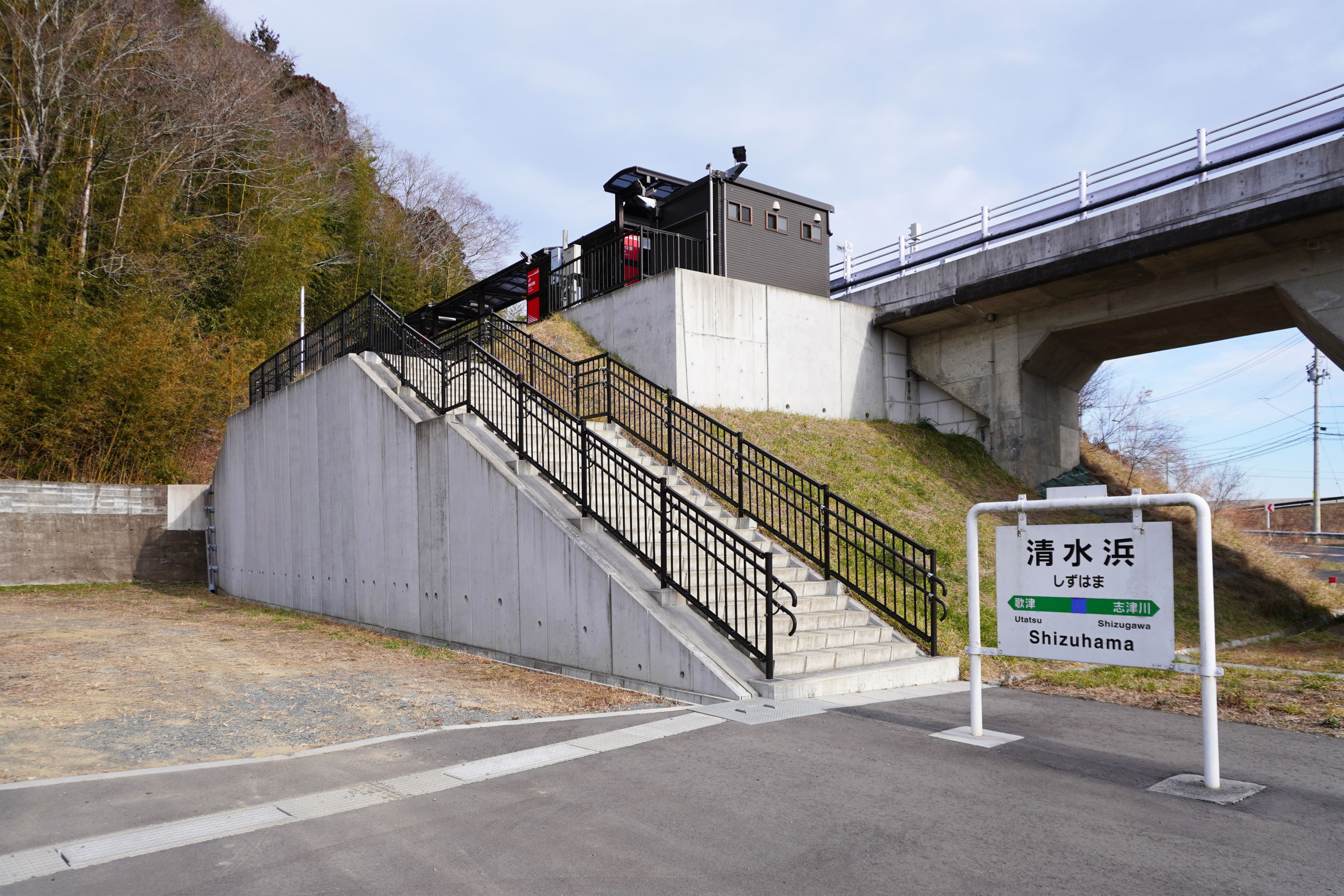
公車站入口（2024年2月）

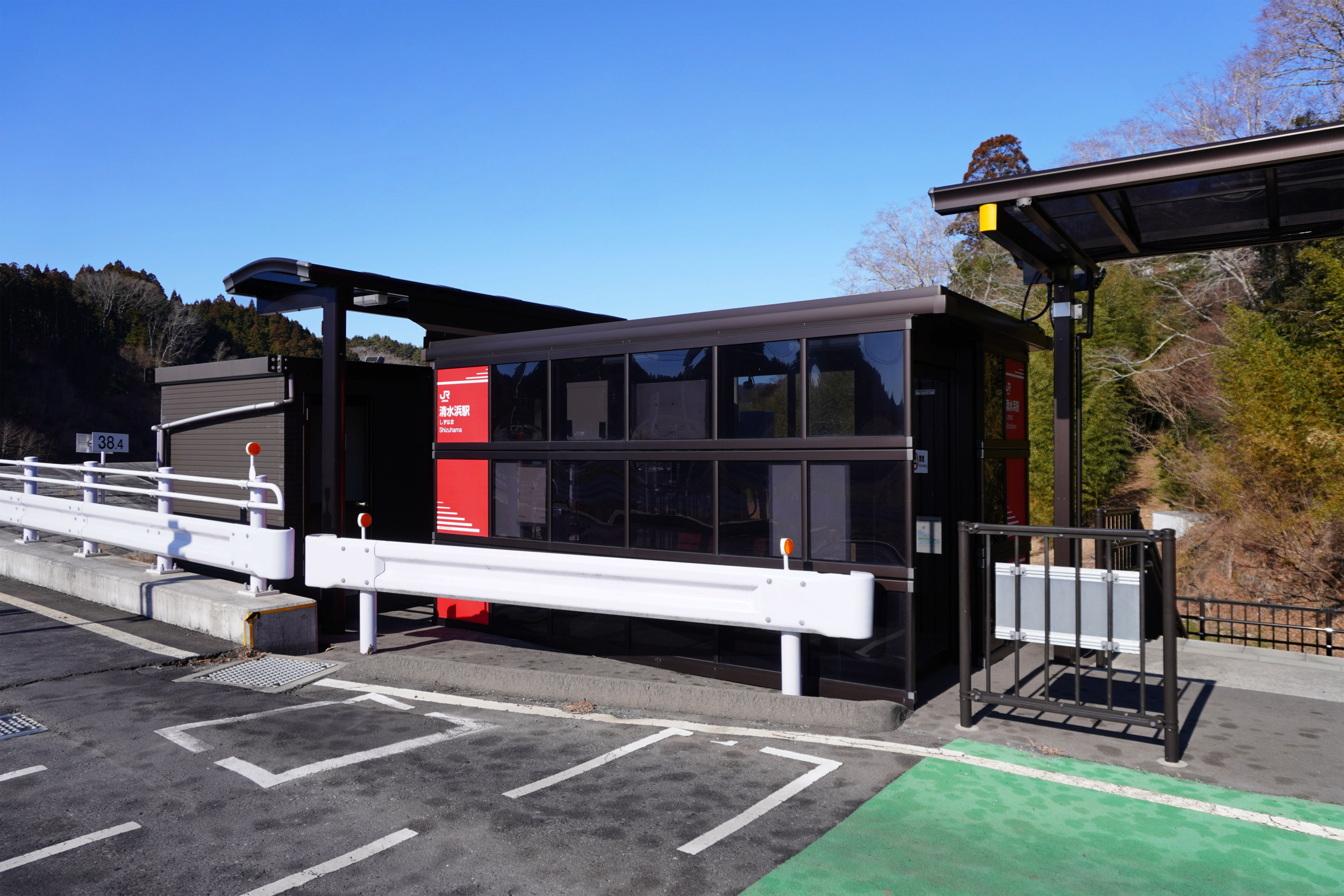
候車室（2024年2月）

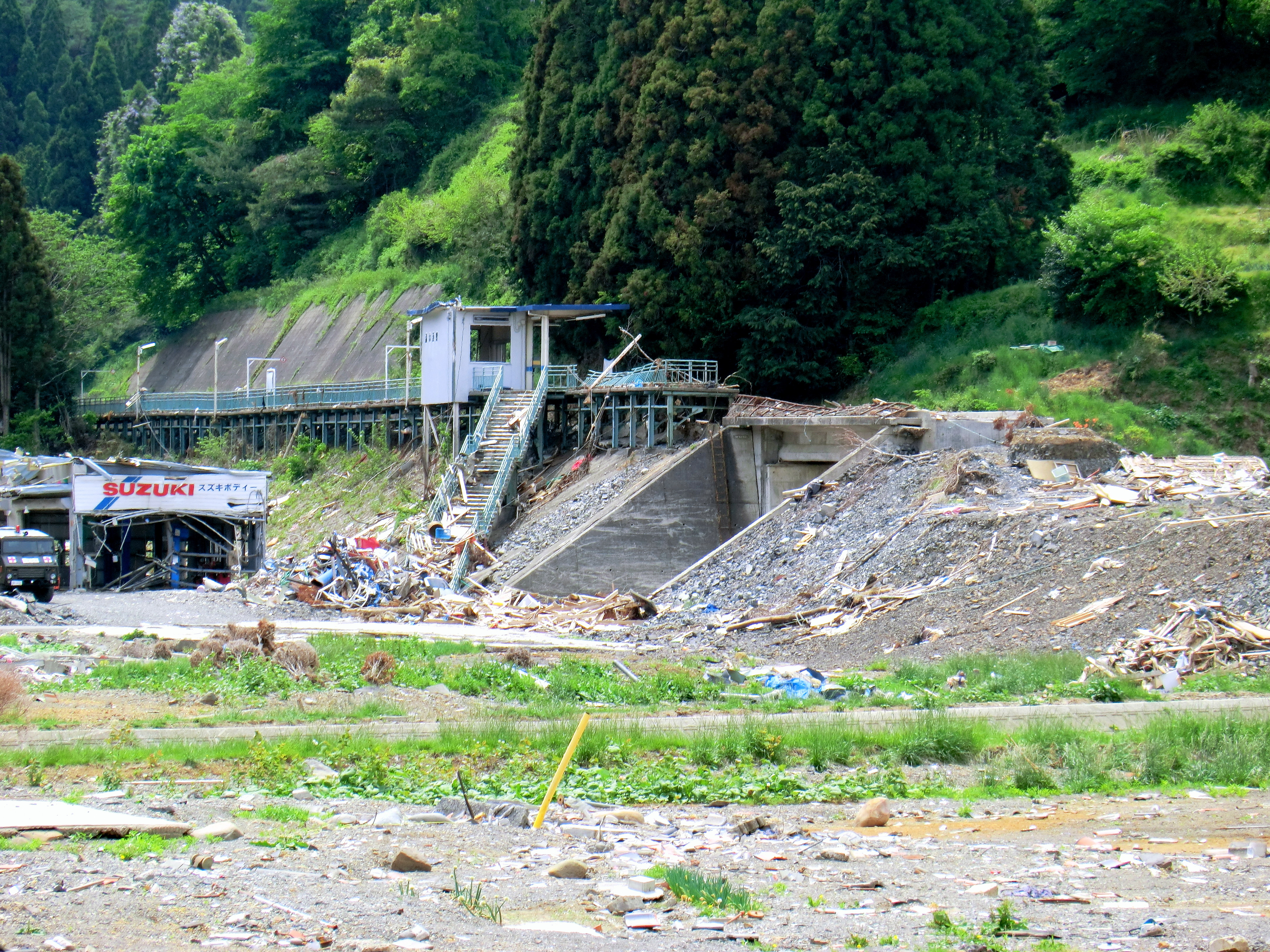
震災過後的車站廢墟（2011年5月）

## 車站結構
此站在東日本大震災前為側式月台1面1線的地面車站，並坐落在盛土路段，前往月台前需先登上樓梯。此站是石卷站管理的無人站。

## 历史
- 1977年（昭和52年）12月11日 - 车站启用。
- 1987年（昭和62年）4月1日 - 日本国铁分割民营化，车站管辖划归由东日本旅客铁道继承。
- 2011年（平成23年）3月11日：因东日本大震灾而暂停运行。
- 2012年（平成24年）8月20日：以BRT方式暂时重建。
- 2020年（令和2年）4月1日：随着柳津-气仙沼段铁路线预定废线，不再作为铁路站[1]。

## 相鄰車站
東日本旅客鐵道
■氣仙沼線（BRT路段）
志津川中央團地－清水濱－歌津

## 外部連結
- （日語）清水濱車站（JR東日本） （页面存档备份，存于）

1. ↑  東日本旅客鉄道株式会社.  (PDF). 2020-01-31. （原始内容 (PDF)存档于2020-02-04） （日语）.